# Винн, Тимоти Майкл
Тимоти Майкл Винн (англ. Timothy Michael Wynn; 5 мая 1970) — американский композитор, сочиняющий музыку для компьютерных игр, теле- и кинофильмов и телевизионных программ. Наибольшую известность Тиму Винну принесли работы над музыкой к играм Command & Conquer: Red Alert 3, The Simpsons Game, Red Faction: Guerrilla, Warhawk, Command & Conquer 4, фильмам и телесериалам «Спасти жизнь», «Dr. Dolittle 3» и «Сверхъестественное».
Винн получил награду G.A.N.G. Award за написание саундтрека к игре The Simpsons Game. Его саундтрек к игре Warhawk был оценен сайтом IGN.com как один из лучших игровых саундтреков 2007 года.

## Биография
Тимоти Майкл Винн родился 5 мая 1970 года. В 1988 году он стал сооснователем Orange County High School of the Performing Arts. Он учился в USC School of Music, где его учителями были Элмер Бернстайн, Кристофер Янг, Бадди Бейкер и Джерри Голдсмит.
Свою карьеру композитора Винн начал с написания музыки к фильму Last Chance 1999 года выпуска. С 2005 года начал писать музыку к компьютерным играм.
Тим Винн живёт со своей женой и двумя дочерьми в Хермоса-Бич.

## Работы Винна
Неполный список медиапродукции, в написании музыки к которой принимал участие Винн.

### Компьютерные игры
- The Darkness II
- The Punisher
- Gun
- The Simpsons Game
- Command & Conquer: Red Alert 3
- Command & Conquer: Red Alert 3 - Uprising
- Red Faction: Guerrilla
- Command & Conquer 4: Tiberian Twilight
- Dungeon Siege 3[1]
- XCOM 2

### Кинофильмы
- Спасти жизнь

### Телефильмы
- Three Wise Guys
- Suspect Device
- Emmanuelle: A World of Desire
- Terminal Virus
- Recoil

### Телесериалы
- The Deep End
- Сверхъестественное
- Thieves
- The Strip
- Tokyo Control

## Внешние ссылки
- timwynn.net (англ.) — официальный сайт Тима Винна
- Matt Diener, Chris Greening. Interview with Tim Wynn (July 2011) (англ.). Square Enix Music Online (июль 2011). — Интервью с Тимом Винном, посвящённая как его биографии, так и работам. Дата обращения: 25 августа 2011. Архивировано 15 мая 2012 года.
- Alex Van Zelfden. Symphony of Springfield The Music of The Simpsons Game (англ.). IGN.com (30 октября 2007). Дата обращения: 23 июля 2011. Архивировано 15 мая 2012 года.
- Alex Van Zelfden. Hear Here: The Best Game Music of 2007 We look back on the videogame scores that rocked our gameplay (англ.). IGN.com (4 января 2008). Дата обращения: 23 июля 2011. Архивировано 15 мая 2012 года.
- 2007 IFMCA Awards (англ.). Film Music Critics. Дата обращения: 23 июля 2011. Архивировано 15 мая 2012 года.
- 2008: 6th Annual GANG Awards (англ.). G.A.N.G.. Дата обращения: 23 июля 2011. Архивировано 15 мая 2012 года.